# Saison 1968-1969 du Boucau stade
 (février 2011).
Cette page présente la saison 1968-1969 du Boucau Tarnos stade en Championnat de France de rugby à XV de 2e division

## Récit de la saison
Pour la saison 1968-1969, le Boucau stade évolue en seconde division dans une poule semi-régionale, composée de club de la région Bordelaise et d'équipe située au-dessus de la Loire (Nantes et Trignac)

## Saison
Le club boucalais est versé dans la poule de Nantes, Hagetmau, SBUC, Trignac, Salles, SA.Bordeaux et Soustons.

## Effectif
| Rang | Nom                | Poste              | parcours      |
| 1    | Simon              | Talonneur          |               |
| 2    | René Alsugurren    | Pilier             | formé au club |
| 3    | Fontan             | Talonneur          |               |
| 4    | Gassane            | talonneur          | formé au club |
| 5    | Pierre Lassalle    | Pilier ou 2e ligne | formé au club |
| 6    | Michel Laurent     | Pilier ou 2e ligne | formé au club |
| 7    | Robert Haurieu     | Pilier             | formé au club |
| 8    | Bernard Lopez      | 2e ligne           | formé au club |
| 9    | Jean-Paul Hiriart  | 2e ligne           |               |
| 10   | Daniel Aragon      | 3e ligne           | formé au club |
| 11   | Marchand           | 3e ligne           |               |
| 12   | François Vidondo   | 3e ligne           |               |
| 13   | Biarrotte          | 3e ligne           | formé au club |
| 14   | Jean-Pierre Vergez | 3e ligne           | formé au club |
| 15   | Lafourcade         | 3e ligne           |               |

| Rang | Nom                  | Poste              | parcours      |
| 16   | Jean-Pierre Vergez   | demi de mêlée      | formé au club |
| 17   | Roland Lataillade    | Demi de mêlée      |               |
| 18   | Jacques Peyrelongue  | Ouvreur ou arrière | formé au club |
| 19   | Gracia               | Ouvreur            | Formé au club |
| 20   | Alain Calbète        | Ouvreur ou centre  | formé au club |
| 21   | Serge Bié            | Ouvreur            | BEC, BS, SBUC |
| 22   | Louis Damestoy       | Centre             | formé au club |
| 23   | Jean-Jacques Sanglan | Centre             | formé au club |
| 24   | Lastra               | Centre             |               |
| 25   | Durcudoy             | Centre             |               |
| 26   | Largounez            | Ailier             | formé au club |
| 27   | Debert               | Ailier             |               |
| 28   | Robert Aragon        | Ailier             | formé au club |
| 29   | Jean-Pierre Luc      | Arrière ou ailier  | formé au club |
| 30   | Michel Lataste       | Arrière            | formé au club |